# Ronaldo Marconato
Paulo Ronaldo Marconato (Cambé, 1 de junho de 1974) é um ex-futebolista brasileiro que atuava como zagueiro, vice-campeão brasileiro em 1995 pelo Santos.
Ficou famoso por participar da marcante campanha do vice-campeonato brasileiro do Santos em 1995, atuando ao lado de nomes como o goleiro Edinho, Giovanni, Camanducaia, Marcelo Passos entre outros.

## Carreira
Profissionalizou-se em 1992, na Ferroviária, onde jogaria até 1995, quando foi contratado pelo Santos em julho, juntamente com o lateral-direito Marquinhos Capixaba, que também integrou o elenco que caiu no Campeonato Paulista. 
Foi titular em 14 jogos da campanha que levou o Santos ao vice-campeonato brasileiro em 1995, incluindo a decisão contra o Botafogo, marcada por 3 erros do árbitro Márcio Rezende de Freitas, que validou 2 gols irregulares - Túlio estava impedido no lance do gol botafoguense, Marquinhos Capixaba ajeitou a bola com o braço ao dar o passe para o gol de Marcelo Passos, e o gol mal-anulado de Camanducaia (estava 58 centímetros atrás do zagueiro Leandro Ávila, que dava condição).
Em 1997, foi campeão do Torneio Rio-São Paulo e no ano seguinte da Copa Conmebol.
Após a passagem pelo Santos. se transferiu para o América de Natal, Matonense, retornando para o clube da baixada santista no ano 2000.
Antes de sua aposentadoria em 2008, os últimos clubes do zagueiro foram Matonense, Ferroviária (segunda passagem), São Raimundo, Atlético Sorocaba, CRAC, Londrina, Itabaiana e Paranavaí, onde encerrou a carreira em 2008.

## Títulos
Santos
- Torneio Rio-São Paulo: 1997
- Copa Conmebol: 1998

São Raimundo
- Campeonato Amazonense: 2004